# Ungureni, Maramureș
Ungureni (în maghiară Nemesbudafalva, în germană Ungersdorf) este un sat în comuna Cupșeni din județul Maramureș, Transilvania, România.

## Istoric
Prima atestare documentară: 1584 (Ungurfalva). 

## Etimologie
Etimologia numelui localității: din n. grup ungureni < antrop. Ungur (< subst. ungur „maghiar" < sl. ongrinǔ; nume etnic) + suf. -eni. 

## Demografie
La recensământul din 2011, populația era de 1.267 locuitori. 

## Obiective turistice
- Biserica de lemn din Ungureni
- izvorul de apa de la Bloaja

## Personalități locale
- Ioan Buda (n. 1956), prefect al jud. Maramureș (august 2003 - octombrie 2004).
- ing. Grigore Buda (1941-2014) pionier al satului. primul sătean cu studii superioare în ciuda unui handicap sever la piciorul stâng și condițiilor vitrege de viață în anii tinereței. iubit și respectat pentru optimismul sau simplitatea sa și continua disponibilitate pentru a ajuta pe cei din jur.